# Pau dos Ferros
Pau dos Ferros (Palo de Hierros) es un municipio localizado en el estado del Rio Grande do Norte, Brasil, en la microrregión de Pau dos Ferros, en la Mesorregión del Oeste Potiguar y en el Polo Serrano. Área territorial de 260 km². Está a 390 km de la capital del estado, Natal.

## Historia

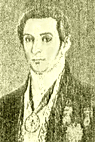
Coronel Antônio da Rocha Pita

En 1733, con la muerte del coronel Antônio da Rocha Pita, la parcela de Pau dos Ferros fue donada a sus hijos y herederos, Francisco da Rocha Pita, Luiz da Rocha Pita Deusdará, Simão da Fonseca y Maria Joana. Pero gran pionero de la historia de Pau dos Ferros fue Francisco Marçal, que con su esfuerzo en 1738, en el núcleo poblacional ya existente erigió la capilla que más tarde, en el año de 1756, vino a ser una gran parroquia. El poblado creció rápidamente, favorecido por su estratégica localización en la región oeste y por el desarrollo de su ganadería y de su agricultura.
El primer intento de transformar Pau dos Ferros en municipio comenzó en 1841, pero no tuvo éxito. Solamente por la Resolución Provincial n.º 344, del 4 de septiembre de 1856, tornó Pau dos Ferros municipio, separado de Portalegre. El nombre viene de una árbol, más precisamente de marcas hechas con hierro en brasas en una oiticica muy frondosa que, por su gran dimensión, ofrecía sombra y descanso a los vaqueros.